# Coupe d'Italie de football 2023-2024
Navigation
Coupe d'Italie 2022-2023 Coupe d'Italie 2024-2025
La Coupe d'Italie de football 2023-2024, en italien Coppa Italia 2023-2024 est la 77e édition de la Coupe d'Italie.
La Juventus FC s'impose en finale contre Atalanta Bergame sur le score de 1 buts à 0.

## Déroulement de la compétition
Le système est le même que celui utilisé les années précédentes :
Première phase (sur un match) :
- Tour préliminaire: entrée en lice des équipes promues en Serie B et de cinq équipes de Serie C
- 1er tour : entrée en lice des équipes de Serie A et les équipes de Serie B qui n'ont pas participé au tour préliminaire
- 2e tour : se joue entre les équipes gagnantes du tour précédent

Deuxième phase :
- Huitièmes de finale : les 8 clubs restants sont rejoints par les 8 meilleurs clubs de Serie A 2022-2023. Les matchs se jouent sur une seule rencontre
- Quarts de finale : se jouent en une seule rencontre.
- Demi-finales : se jouent en deux rencontres (aller et retour).
- Finale : se joue en une seule rencontre.

## Résultats

### Quarts de finale
Les matchs se jouent entre le 9 janvier et le 11 janvier 2024.
| Club           | Score           | Club             |
| -------------- | --------------- | ---------------- |
| ACF Fiorentina | 0 - 0 (tab 5-4) | Bologne FC       |
| SS Lazio       | 1 - 0           | AS Rome          |
| AC Milan       | 1 - 2           | Atalanta Bergame |
| Juventus FC    | 4 - 0           | Frosinone Calcio |

### Demi-finales
Les matchs aller se jouent le 3 avril et les matchs retour le 24 avril 2024.
| Club           | Aller | Score | Retour | Club             |
| -------------- | ----- | ----- | ------ | ---------------- |
| ACF Fiorentina | 1 - 0 | 2 - 4 | 1 - 4  | Atalanta Bergame |
| Juventus FC    | 2 - 0 | 3 - 2 | 1 - 2  | SS Lazio         |

#### Rencontres
| Match aller              | ACF Fiorentina              | 1 - 0   | Atalanta Bergame                             | | |
| 3 avril 2024 21 h 0 CEST | ( González) Mandragora 31e  | (1 - 0) |                                              | Stade Artemio-Franchi, Florence Diffuseur : L'Équipe Arbitrage : Maurizio Mariani Arbitres assistants : Marco Scatragli Alessio Berti Quatrième arbitre : Juan Luca Sacchi Arbitre vidéo : Simone Sozza Arbitres assistants vidéo : Valerio Marini | Stade Artemio-Franchi, Florence Diffuseur : L'Équipe Arbitrage : Maurizio Mariani Arbitres assistants : Marco Scatragli Alessio Berti Quatrième arbitre : Juan Luca Sacchi Arbitre vidéo : Simone Sozza Arbitres assistants vidéo : Valerio Marini |
| 3 avril 2024 21 h 0 CEST | Mandragora 55e · Kouamé 81e |         | 29e Mirantchouk · 78e de Roon · 89e Scamacca | Stade Artemio-Franchi, Florence Diffuseur : L'Équipe Arbitrage : Maurizio Mariani Arbitres assistants : Marco Scatragli Alessio Berti Quatrième arbitre : Juan Luca Sacchi Arbitre vidéo : Simone Sozza Arbitres assistants vidéo : Valerio Marini | Stade Artemio-Franchi, Florence Diffuseur : L'Équipe Arbitrage : Maurizio Mariani Arbitres assistants : Marco Scatragli Alessio Berti Quatrième arbitre : Juan Luca Sacchi Arbitre vidéo : Simone Sozza Arbitres assistants vidéo : Valerio Marini |

| Match retour              | Atalanta Bergame | 4 - 1 | ACF Fiorentina |                                                                                            |                                                                                            |
| 24 avril 2024 21 h 0 CEST |                  | (-)   |                | Stadio Atleti Azzurri d'Italia, Bergame Diffuseur : L'Équipe Arbitrage : Federico La Penna | Stadio Atleti Azzurri d'Italia, Bergame Diffuseur : L'Équipe Arbitrage : Federico La Penna |

| Match aller              | Juventus FC                                       | 2 - 0   | SS Lazio                                     | | |
| 2 avril 2024 21 h 0 CEST | ( Cambiaso) Chiesa 50e · ( McKennie) Vlahovic 64e | (0 - 0) |                                              | Juventus Stadium, Turin Spectateurs : 39 056 Diffuseur : L'Équipe Arbitrage : Davide Massa Arbitres assistants : Filippo Meli Stefano Alassio Quatrième arbitre : Antonio Rapuano Arbitre vidéo : Rosario Abisso Arbitres assistants vidéo : Aleandro Di Paolo | Juventus Stadium, Turin Spectateurs : 39 056 Diffuseur : L'Équipe Arbitrage : Davide Massa Arbitres assistants : Filippo Meli Stefano Alassio Quatrième arbitre : Antonio Rapuano Arbitre vidéo : Rosario Abisso Arbitres assistants vidéo : Aleandro Di Paolo |
| 2 avril 2024 21 h 0 CEST | Gatti 37e · Weah 85e                              |         | 29e Mirantchouk · 78e de Roon · 89e Scamacca | Juventus Stadium, Turin Spectateurs : 39 056 Diffuseur : L'Équipe Arbitrage : Davide Massa Arbitres assistants : Filippo Meli Stefano Alassio Quatrième arbitre : Antonio Rapuano Arbitre vidéo : Rosario Abisso Arbitres assistants vidéo : Aleandro Di Paolo | Juventus Stadium, Turin Spectateurs : 39 056 Diffuseur : L'Équipe Arbitrage : Davide Massa Arbitres assistants : Filippo Meli Stefano Alassio Quatrième arbitre : Antonio Rapuano Arbitre vidéo : Rosario Abisso Arbitres assistants vidéo : Aleandro Di Paolo |

| Match retour              | SS Lazio                                                | 2 - 1   | Juventus FC       | | |
| 23 avril 2024 21 h 0 CEST | ( Alberto) Castellanos 12e · ( Alberto) Castellanos 48e | (1 - 0) | 83e Milik (Weah ) | Stade olympique de Rome, Rome Diffuseur : L'Équipe Arbitrage : Daniele Orsato Arbitres assistants : Ciro Carbone Giuseppe Perrotti Quatrième arbitre : Matteo Marcenaro Arbitre vidéo : Massimiliano Irrati Arbitres assistants vidéo : Aleandro Di Paolo | Stade olympique de Rome, Rome Diffuseur : L'Équipe Arbitrage : Daniele Orsato Arbitres assistants : Ciro Carbone Giuseppe Perrotti Quatrième arbitre : Matteo Marcenaro Arbitre vidéo : Massimiliano Irrati Arbitres assistants vidéo : Aleandro Di Paolo |

### Finale
| 15 mai 2024 | Atalanta Bergame | 0 - 1   | Juventus FC | Stade olympique de Rome |  |
|             |                  | (0 - 1) | 4e Vlahović |                         |  |